# خوسيه دانغلو
خوسيه دانغلو (بالإسبانية: José D'Angelo)‏ هو لاعب كرة قدم أرجنتيني، ولد في 5 أبريل 1989 في بوينس آيرس في الأرجنتين. لعب مع تشاكاريتا جيونيورز وجيمناسيا لابلاتا ونادي بوليفار ونادي كوميونيكيشنس.

## وصلات خارجية
- خوسيه دانغلو على موقع قاعدة بيانات كرة القدم.إي يو (الإنجليزية)
- خوسيه دانغلو على موقع Soccerway.com (الإنجليزية)